# Philopota ovata
Philopota ovata är en tvåvingeart som beskrevs av John Obadiah Westwood 1848. Philopota ovata ingår i släktet Philopota och familjen kulflugor. Inga underarter finns listade i Catalogue of Life.